# Bosco-automat

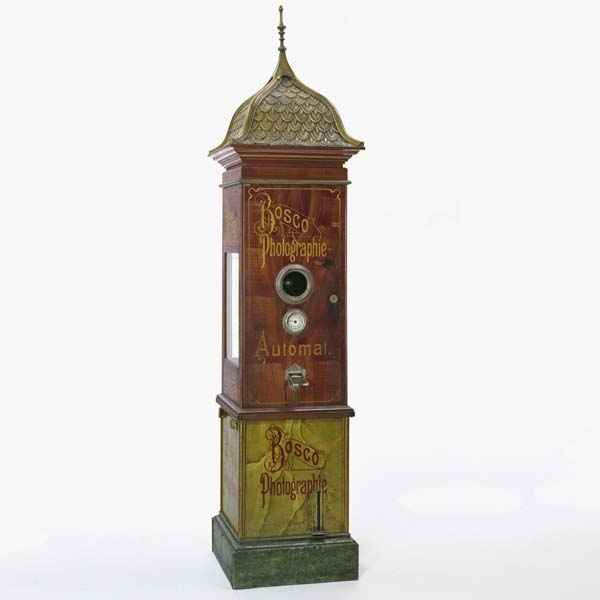
Bosco fotoautomat, 1894. Foto: Deutsches Museum

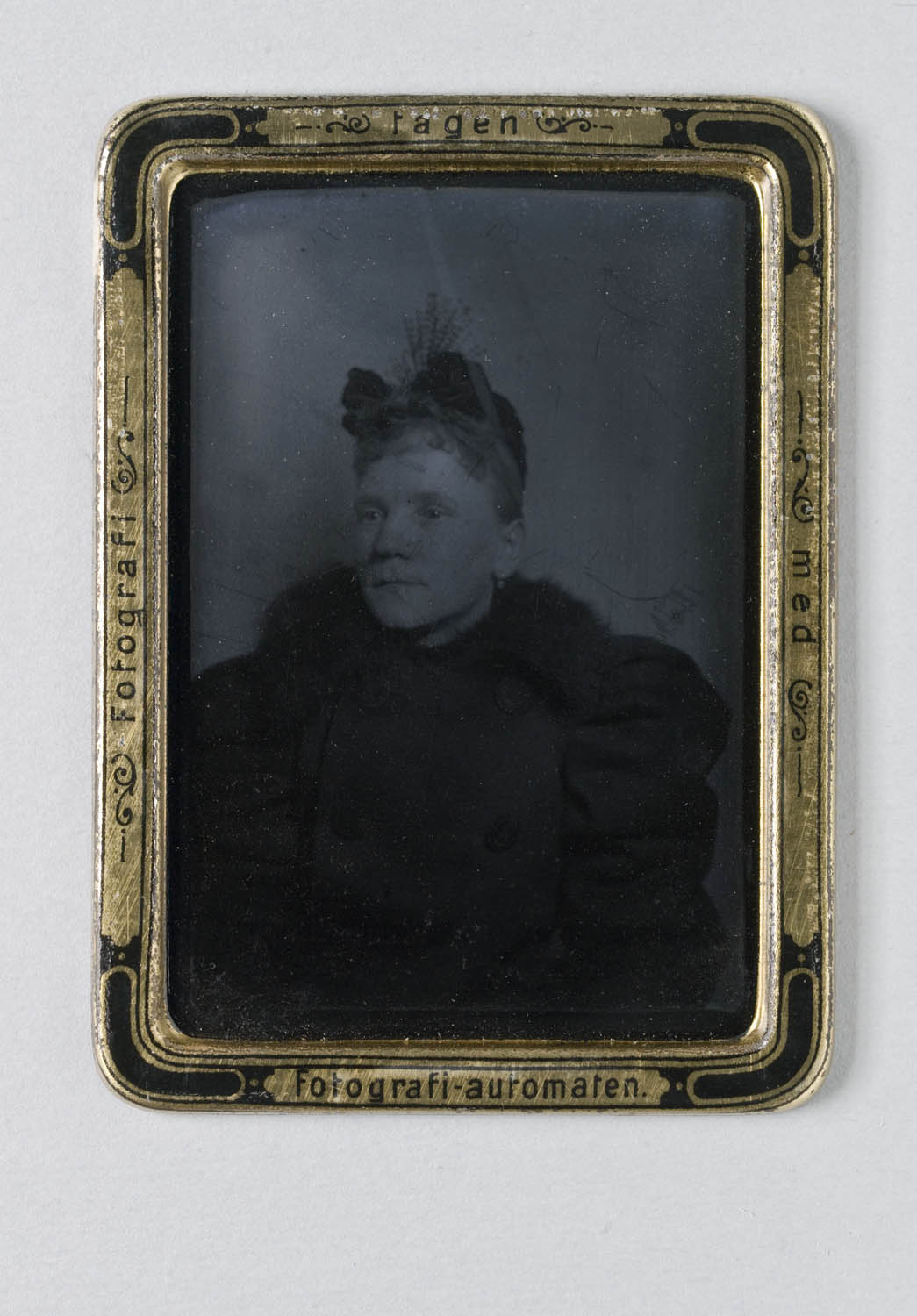
Porträtt av dam i ytterkläder och hatt - Nordiska Museet - NMA.0052775 1

Bosco-automaten var en apparat för att producera porträtt i ferrotypi. Den patenterades av Conrad Bernitt i Hamburg 1890. Automaten togs fram 1894.

## Historia
Namnet på uppfinningen lär anknyta till en av 1800-talets kända trollkonstnärer, Bartolomeo Bosco. En Bosco-automat användes i Industripalatset under 1890-talet; den flyttades senare till Kalmar och finns idag i Tekniska museet i Stockholm.

## Funktionssätt
Apparaten bestod av en mekanisk konstruktion som transporterade och framkallade brickorna. Denna var inbyggd i ett pelarliknande skåp som stod på en sockel. Bilderna från automaten är ofta kontrastlösa och eftersom bilden inte skyddats av glas ofta repade. 
Automaten fungerade på så sätt att det ljuskänsliga skiktet placerats i en profilerad plåtbricka som på samma gång var framkallningsskål och sedan ram för fotografiet. Mekanismen drevs av ett fjäderverk. En oexponerad plåtbricka matades ur ett magasin och exponerades i lodrätt läge. Sedan framkallades bilden i vågrätt läge med vätskor som portionerades ur behållare i automaten. Brickan hölls i rörelse, agiterades, under detta moment. Sedan vinklades brickan upp och sköljdes med vatten. Efter tre minuter var ferrotypen klar och matades ut ur apparaten via en rutschbana. Den behövde torka ytterligare och fick enligt anvisningarna inte utsättas för starkt ljus förrän den var torr. Bilden mätte 60x83 mm och levererades i ett etui av papper. Plåtbrickan hade påtryck av reklam och information på baksida och kanter.